# NSWRL 1944

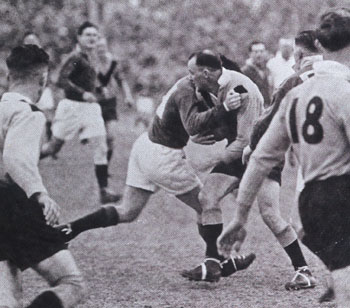
Spielszene aus dem Grand Final

Die NSWRL 1944 war die 37. Saison der New South Wales Rugby League Premiership, der ersten australischen Rugby-League-Meisterschaft. Den ersten Tabellenplatz nach Ende der regulären Saison belegten die Newtown Jets. Diese verloren sowohl das Final als auch das Grand Final gegen die Balmain Tigers, die damit zum achten Mal die NSWRL gewannen.

## Tabelle
|     | Team                          | Spiele | Siege | Unent. | Ndlg. | Spiel- punkte | Diff. | Tabellen- punkte |
| --- | ----------------------------- | ------ | ----- | ------ | ----- | ------------- | ----- | ---------------- |
| 01. | Newtown Jets                  | 14     | 11    | 0      | 3     | 379:220       | + 159 | 22               |
| 02. | Balmain Tigers                | 14     | 10    | 1      | 3     | 402:171       | + 231 | 21               |
| 03. | St. George Dragons            | 14     | 9     | 0      | 5     | 230:238       | - 8   | 18               |
| 04. | South Sydney Rabbitohs        | 14     | 7     | 1      | 6     | 193:287       | - 94  | 15               |
| 05. | North Sydney Bears            | 14     | 5     | 1      | 8     | 204:202       | + 2   | 11               |
| 06. | Western Suburbs Magpies       | 14     | 4     | 2      | 8     | 180:246       | - 66  | 10               |
| 07. | Eastern Suburbs               | 14     | 4     | 0      | 10    | 227:360       | - 133 | 8                |
| 08. | Canterbury-Bankstown Bulldogs | 14     | 3     | 1      | 10    | 206:297       | - 91  | 7                |

## Playoffs
Das Playoffsystem sah 1944 das „Right of Challenge“ für das Finale vor. Dieses besagte, dass, sollte die niedriger platzierte Mannschaft gewinnen, die höher platzierte das Recht hatte, ein eine Woche später stattfindendes Wiederholungsspiel zu beantragen.

### Halbfinale
| 26. August | Newtown Jets   | 55 : 7 | St. George Dragons | Sydney Cricket Ground, Sydney Zuschauer: 34.883 Schiedsrichter: Tom McMahon Jr. |
| 26. August | (15:2) Bericht |        |                    | Sydney Cricket Ground, Sydney Zuschauer: 34.883 Schiedsrichter: Tom McMahon Jr. |

| 2. September | Balmain Tigers | 15 : 6 | South Sydney Rabbitohs | Sydney Cricket Ground, Sydney Zuschauer: 28.237 Schiedsrichter: Jack O’Brien |
| 2. September | (5:4) Bericht  |        |                        | Sydney Cricket Ground, Sydney Zuschauer: 28.237 Schiedsrichter: Jack O’Brien |

### Final
| 9. September | Balmain Tigers | 19 : 16 | Newtown Jets | Sydney Cricket Ground, Sydney Zuschauer: 41.807 Schiedsrichter: Tom McMahon Jr. |
| 9. September | (9:13) Bericht |         |              | Sydney Cricket Ground, Sydney Zuschauer: 41.807 Schiedsrichter: Tom McMahon Jr. |

### Grand Final
| 16. September | Balmain Tigers                                                                       | 12 : 8        | Newtown Jets                                     | Sydney Cricket Ground, Sydney Zuschauer: 24.186 Schiedsrichter: Jack O’Brien |
| 16. September | Versuche: Devery, Parkinson Erhöhungen: Jorgenson (1/2) Straftritte: Jorgenson (2/2) | (5:3) Bericht | Versuche: Farrell, McLean Erhöhungen: Kirk (1/2) | Sydney Cricket Ground, Sydney Zuschauer: 24.186 Schiedsrichter: Jack O’Brien |

| 1  | Dave Parkinson  |
| 2  | Arthur Patton   |
| 3  | Cecil Jorgenson |
| 4  | Tom Bourke      |
| 5  | Keith Parkinson |
| 6  | Stan Ponchard   |
| 7  | Pat Devery      |
| 8  | Jack Hampstead  |
| 9  | Sid Ryan        |
| 10 | Athol Smith     |
| 11 | Colin Campbell  |
| 12 | George Watt     |
| 13 | Dawson Buckley  |

| 1  | Tom Kirk           |
| 2  | James Goodwin      |
| 3  | Lin McLean         |
| 4  | Bruce Ryan         |
| 5  | Norm Jacobson      |
| 6  | Tommy Nevin        |
| 7  | Jack Kadwell       |
| 8  | Charles Cahill     |
| 9  | Leo Ryan           |
| 10 | Keith Phillips     |
| 11 | Charlie Montgomery |
| 12 | Jim Brailey        |
| 13 | Frank Farrell      |